# Síndrome de Van Gogh

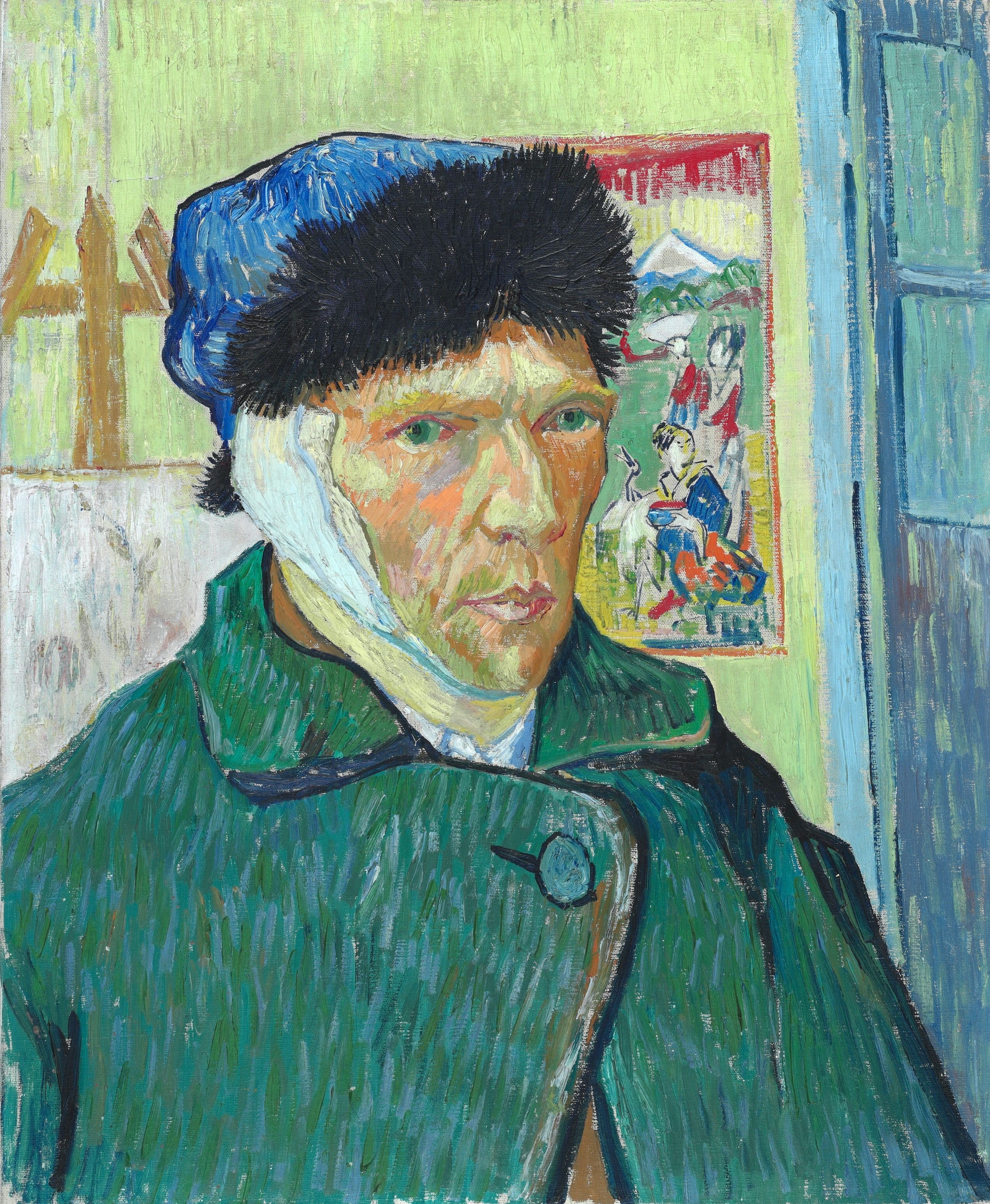
Vincent van Gogh, Auto-retrato com orelha enfaixada (1889), Courtauld Institute of Art, Londres

A síndrome de Van Gogh é uma condição mental em que um adulto se automutila. Geralmente acontece por causa de uma condição psiquiátrica específica.  O termo é derivado do facto de Vincent van Gogh em 1888, ter cortado a sua própria orelha, ou parte dela, após uma discussão com o colega artista Paul Gauguin   durante um dos seus surtos psicóticos. Os sofredores podem queimar-se, tentar danificar gravemente os seus órgãos genitais (especialmente amputar seu pénis), castrar-se, arrancar os próprios olhos, amputar as suas próprias mãos ou cometer suicídio.  A autolesão em crianças pode ser rotulada com outros diagnósticos, como a síndrome de Lesch-Nyhan ou a síndrome de Münchhausen.
Raramente, este termo também é usado para designar um condição médica que deixa a visão amarelada por uma período de tempo, causada, por, por exemplo, uma intoxicação por digoxina. A síndrome de Van Gogh é, agora, um sinónimo de Autolesão Não Suicida (ALNS), onde os sofredores intencionalmente e repetidamente infligem ferimentos nos seus corpos sem qualquer intenção de morrer ou de protestar socialmente. Essas lesões não têm o objetivo de causar danos letais e variam desde mordidas, arranhes e cortes até atos mais graves, como mutilar partes orgãos reprodutores. A autolesão ocorre muito comumente em crianças dos 9 aos 18 meses e só é considerada patológica em crianças com mais de 3 anos de idade. A ALNS é mais prevalente em adolescentes e pacientes com distúrbios psiquiátricos, no entanto, incidentes frequentes também são registados entre jovens adultos. No passado, a ALNS era considerado um sintoma associado a muitas condições psicológicas, e não uma entidade por si só. Com o aumento dos relatos da prevalência e causas, recentemente, a ALNS foi classificada como uma síndrome independente que pode coocorrer com uma variedade de outras condições mentais. A quinta edição do Manual Diagnóstico e Estatístico de Transtornos Mentais (DSM-5), publicado em 2013, reconheceu oficialmente a ALNS como a sua própria entidade e atualizou os métodos de diagnóstico para pacientes com sintomas clínicos desta patologia. Os pacientes com ALNS geralmente usam a automutilação como um meio de aliviar o stress e sentimentos negativos, muitas vezes abrigam pensamentos de automutilação, lesões repetidas e experiência de satisfação pós-ação. Embora a ANLS seja frequentemente associada a tentativas de suicídio, há uma distinção clara entre as duas. As pessoas que praticam a ALNS não definem a morte como o seu objetivo final. A gravidade dos ferimentos pode variar e alguns podem acabar necessitando de atenção médica, porém, o objetivo nunca é causar dano letal.  Na verdade, a ANLS serve como um reforços negativo e/ou positivos.

## Diagnóstico
Como a ALNS está associada a uma ampla gama de transtornos psicológicos, como transtornos alimentares, transtornos dissociativos, transtorno de personalidade borderline, transtornos depressivos e suicídio, costumava ser considerada como um sintoma dessas condições. No entanto, muitos casos foram relatados em que os pacientes com ALNS não sofreram de nenhuma comorbidade. Assim, é irrefutável que a ALNS seja uma síndrome autónoma com sintomas e causas distintas. O DSM-5 descreve 6 critérios que os pacientes devem de cumprir para se qualificarem para o diagnóstico da ALNS.
1. Critério A: a pessoa deve ter estado envolvida em comportamentos autolesivos por pelo menos 5 dias no ano passado. No entanto, esse número foi relatado como relativamente baixo quando comparado com a taxa realista para adolescentes, que era de 11 dias em um ano.[9]
2. Critério B: a pessoa deve engajar em comportamentos automutilantes devido a problemas interpessoais, seja para aliviar sentimentos desagradáveis e o stress que esses problemas trazem, quer seja para para tentar experienciar sentimentos positivos e de alívio. Estudos mostraram que as mulheres tendem a procurar alívio de sentimentos negativos e stress mais do que os homens.
3. Critério C: a pessoa deve estar a lutar contra sentimentos e pensamentos negativos antes da ALNS, os pensamentos autolesivos são premeditados e constantemente ocupados nas suas mentes.
4. Critério D: os comportamentos automutilantes não devem ser superficiais ou socialmente sancionados. Isso significa que tatuagens, piercings ou feridas não são considerados ALNS.
5. Critério E: os problemas emocionais relacionados à ALNS devem interferir nas tarefas diárias, como relações ou desempenho na escola/trabalho.
6. Critério F: a ALNS não deve se sobrepor a outros episódios disfuncionais de outras condições mentais, como sintomas de abstinência devido a abuso de drogas ou transtornos alimentares, psicose, delírios ou intoxicação por substâncias . Este critério serve para descartar quaisquer características consequentes de comportamentos de automutilação como resultado desses episódios.

## Fatores de risco
Os adolescentes são a faixa etária mais prevalente com ALNS, a idade média de início é em torno dos 13–14 anos. Estudos mostraram que os adolescentes são mais vulneráveis à ALNS devido ao sensível período de transição na vida que ocorre durante a adolescência. A ALNS é geralmente induzida por stress e sentimentos de ansiedade incontroláveis, que adolescentes e jovens adultos enfrentam devido a uma ampla gama de eventos desafiadores nas suas vidas, diferentes mudanças, e falta de controlo mental. Assim, uma alta porcentagem daqueles com ALNS admite realizar os comportamentos de automutilação como meio de mecanismo de enfrentamento. Os adolescentes também abrigam fatores externos e internos que os colocam na faixa etária de risco. Fatores externos incluem eventos na infância, condição dos pais, ou colegas. Crianças que passaram por adversidades na infância são mais propensas a distorções cognitivas que tendem a permitir comportamentos autolesivos. A gravidade de tais adversidades também desempenha um papel importante no aumento do risco dos adolescentes desenvolverem ALNS. Aqueles que cresceram no meio de maus-tratos infantis, como abuso físico, sexual ou emocional, famílias com problemas de uso de drogas, negligência, pobreza, exposição a violência parental, ... são mais propensos a desenvolverem psicopatologias nos anos posteriores.  Mostra-se que as mulheres com tendência a ALNS experienciaram negligência emocional de ambos os pais e um vínculo paterno inseguro, enquanto se prevê que os homens com tendência a ALNS passaram por abandono, principalmente do pai. Os pais que não abusam fisicamente também podem causar alta suscetibilidade aos seus adolescentes de desenvolverem ALNS. O controle dos pais refere-se a quando os pais desejam influenciar os seus filhos por meio de manipulação emocional ou física, enquanto que o verdadeiro apoio dos pais implica comportamentos de incentivo, aceitação e apoio. Os agregados familiares com forte controlo parental ou falta dessa, geralmente conduzem a uma tendência maior de desenvolver ALNS. Problemas internos incluem desregulação emocional e sofrimento psicológico que incentivam este tipo de comportamento autodestrutivo. 
A incapacidade de processar certas situações emocionais podem levar a uma percepção e compreensão inadequadas ou insuficientes das respostas emocionais. O mau julgamento do ambiente emocional também resulta em explosões que estão para além da faixa aceitável de resposta emocional. Indivíduos que estão a sofrer psicologicamente também se enquadram no grupo de risco, pois demonstram constante aumento dos estados de ansiedade, stress ou estímulos externos não regulados. Pessoas com outras condições psicológicas existentes, como TPB, TAs ou outros transtornos dissociativos, também podem desenvolver ALNS. A ALNS é frequentemente vista como um mecanismo de enfrentamento para pacientes que sofrem de stress e psicopatologias. 

## Funções
Uma quantidade esmagadora dos casos de ALNS foi relatada como tendo o objetivo de libertar o estresse. A maioria dos casos de ALNS está associada a  sentimentos de tristeza, ansiedade, depressão, sentimentos de abandono e isolamento; frequentemente, os pacientes encontram-se presos a uma gigantesca quantidade de stress e carga emocional incontroláveis que são difíceis de suportar; a qualidade de vida também é afetada negativamente. A inflição de feridas físicas é uma válvula de escape para aliviar o sofrimento emocional, o ato de cortar a pele é um meio de diminuir a partir de meios físicos a dor, e muitos relataram que sentimentos de satisfação e bondade foram percebidos após a lesão. Entre outras pessoas, os comportamentos ALNS também são considerados uma forma de autopunição e raiva autodirigida. Outros usos do ALNS incluem a necessidade de pertencer a algum lado, de obter atenção e aliviar sensações de embotamento emocional. As funções da ALNS são classificadas em quatro subfunções: reforço negativo automático, reforço positivo automático, reforço negativo social e reforço positivo social. O reforço negativo automático visa eliminar a sensação de entorpecimento emocional ou sentimentos negativos causados por distúrbios emocionais, o reforço positivo automático busca obter qualquer tipo de sentimento, até mesmo a dor, o reforço social negativo ajuda os indivíduos a se afastarem da pressão dos colegas e de serem forçados a fazer coisas contra a sua vontade e, por último, o reforço social positivo que é feito para chamar a atenção, quer esta seja negativa ou positiva. 

No geral, o reforço negativo automático e o reforço positivo automático prevalecem sobre os outros dois métodos, enquanto que o reforço negativo automático é mais comum do que o reforço positivo automático. Estas conclusões correspondem à utilização popular da ALNS como ferramenta para aliviar o stress. Indivíduos que participam do reforço positivo automático têm maior risco de tentativas de suicídio. O desejo de obter certos sentimentos a partir da automutilação tende a empurrar esses indivíduos para uma maior frequência de repetição comportamentos automutilantes, junto com a dessensibilização à dor e a eliminação do medo de pensamentos suicidas.